# Vuaqava
Vuaqava is een eiland van de Zuidelijke Lau-eilanden in Fiji. Het heeft een oppervlakte van 8,1 km² en het hoogste punt meet 107 meter. Het eiland is onbewoond, maar wordt regelmatig door vissers aangedaan.
Vuaqava bestaat uit kalksteen en is ontstaan in het Laat-Mioceen. Op het eiland bevindt zich het grootste meer van Fiji met een oppervlakte van 121 ha.